# 錫博爾特島
65°11′S 64°11′W / 65.183°S 64.183°W
錫博爾特島（英語：Thiébault Island）是南極洲的島嶼，處於沙拉島以西的彼德曼島南端，屬於威廉群島的一部分，由讓-巴蒂斯特·夏古率領的法國探險隊發現，現時由南極條約體系管理。